# William Parker Foulke

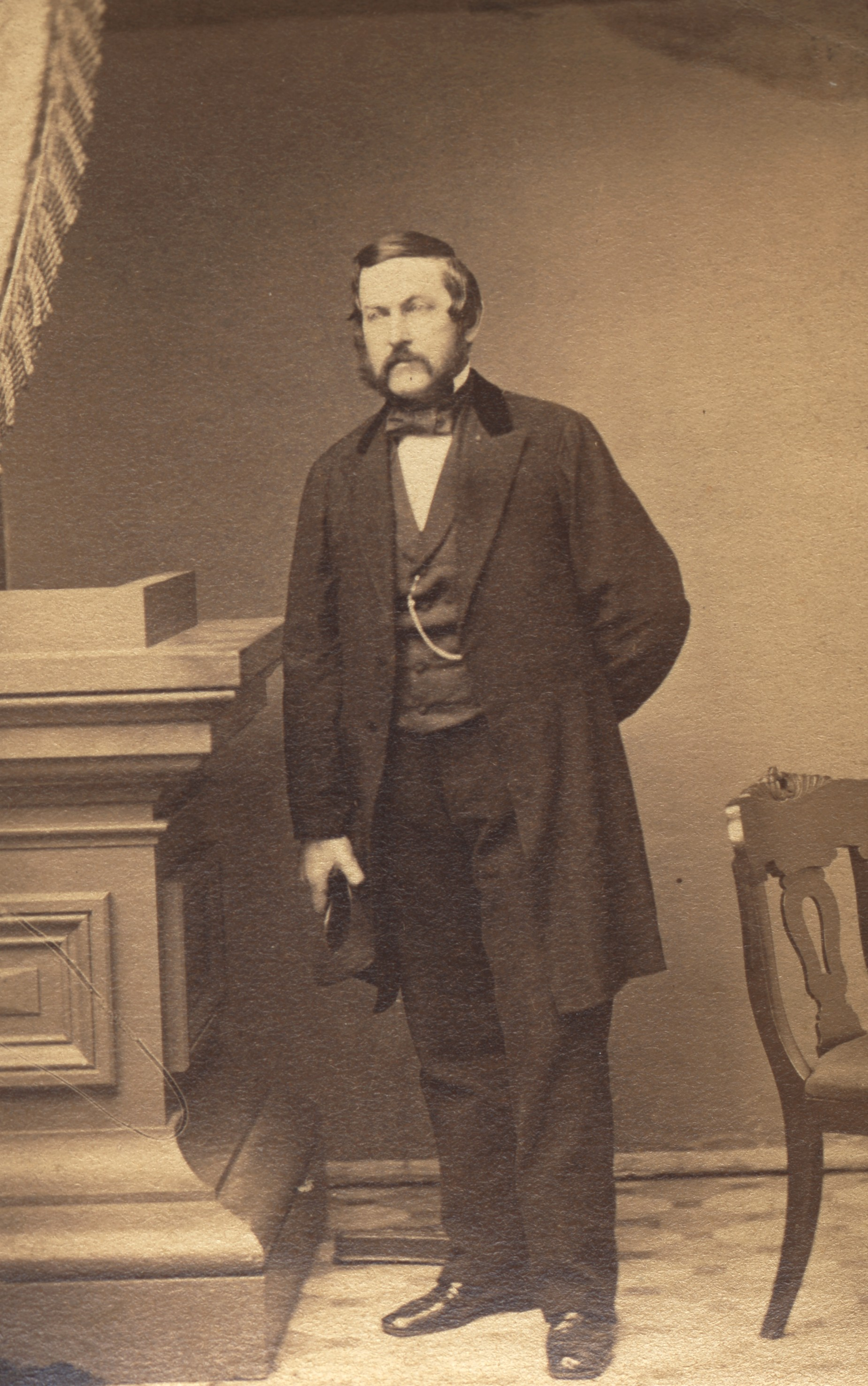
William Parker Foulke

William Parker Foulke (* 1816; † 18. Juni 1865 in Philadelphia) war ein US-amerikanischer Anwalt, Philanthrop, Reformer und Hobbygeologe. Letztere Aktivität führte dazu, dass er 1858 zum Entdecker des ersten fast vollständigen Dinosaurierskeletts auf nordamerikanischen Boden wurde, des Hadrosaurus foulkii.
Foulke stammt von walisischen Quäkern ab, die 1698 nach Amerika ausgewandert waren. Seine Eltern waren Richard Parker Foulke und Anna Catherine Strohn Foulke. 1855 heiratete Julia DeVeaux Powel, mit der er sieben Kinder hatte.
Er studierte Rechtswissenschaften und wurde 1841 als Barrister zugelassen. Vier Jahre später begann Foulke im Juli 1845 sein Engagement bei der Philadelphia Society for Alleviating the Miseries in Public Prisons, einer Organisation, die sich für Gefängnisreformen starkmachte. Er verbrachte viele Jahre damit, unterschiedliche Disziplinarmodelle zu studieren und zu vergleichen. Aus diesen Studien entstanden mehrere Beiträge mit Verbesserungsvorschlägen, die er in einer Zeitschrift und mehreren Pamphleten veröffentlichte. 1847/48 war er an der Errichtung des neuen Lancaster-County-Gefängnisses beteiligt.
Sein zweites großes Engagement war um einiges umstrittener. Foulke wurde im September 1845 Mitglied der Pennsylvania Colonization Society, einer Anti-Sklaverei-Gesellschaft, die jedes Jahr die Umsiedelung von 1000 befreiten Sklaven nach Liberia organisierte. Zum Zeitpunkt seines Todes war Foulke trotz aller Kritik bereits Vizepräsident der Society.
Er war außerdem ein Mitglied und Unterstützer der Academy of Natural Sciences von Philadelphia, der American Academy of Music, der Historical Society of Pennsylvania und wie schon sein Großvater vor ihm auch der American Philosophical Society. Er trug zu der Finanzierung der ersten Expeditionen in die Arktis bei und beschäftigte sich in seiner Freizeit mit Geologie und Fossilien. Dies führte auch zu seinem großen Fund.
Den Sommer 1858 verbrachte er bei seinem Freund John E. Hopinks in Haddonfield, New Jersey, wo er erfuhr, dass Arbeiter einige Jahre zuvor große Knochen in einer nahegelegenen Mergelgrube am Grundstück gefunden hatten. Mit Erlaubnis seines Gastgebers verbrachte er daraufhin den restlichen Sommer mit Grabearbeiten, bis er schließlich das beinahe vollständige Skelett eines sehr großen Tieres entdeckte. Er trat daraufhin mit dem Paläontologen Joseph Leidy in Kontakt, der den Fund identifizierte und ihn nach den Entdecker Hadrosourus foulkii (dt. Foulkes große Echse) nannte. 